# 48909 Laurake
48909 Laurake este un asteroid din centura principală de asteroizi.

## Descriere
48909 Laurake este un asteroid din centura principală de asteroizi. A fost descoperit pe 26 iunie 1998 la Observatorul La Silla de Eric Walter Elst. Asteroidul prezintă o orbită caracterizată de o semiaxă mare de 2,33 ua, o excentricitate de 0,27 și o înclinație de 2,5° în raport cu ecliptica.